# Homaloptera nigra
Homaloptera nigra är en fiskart som beskrevs av Alfred, 1969. Homaloptera nigra ingår i släktet Homaloptera och familjen grönlingsfiskar. Inga underarter finns listade i Catalogue of Life.